# Österbybruks järnvägsstation

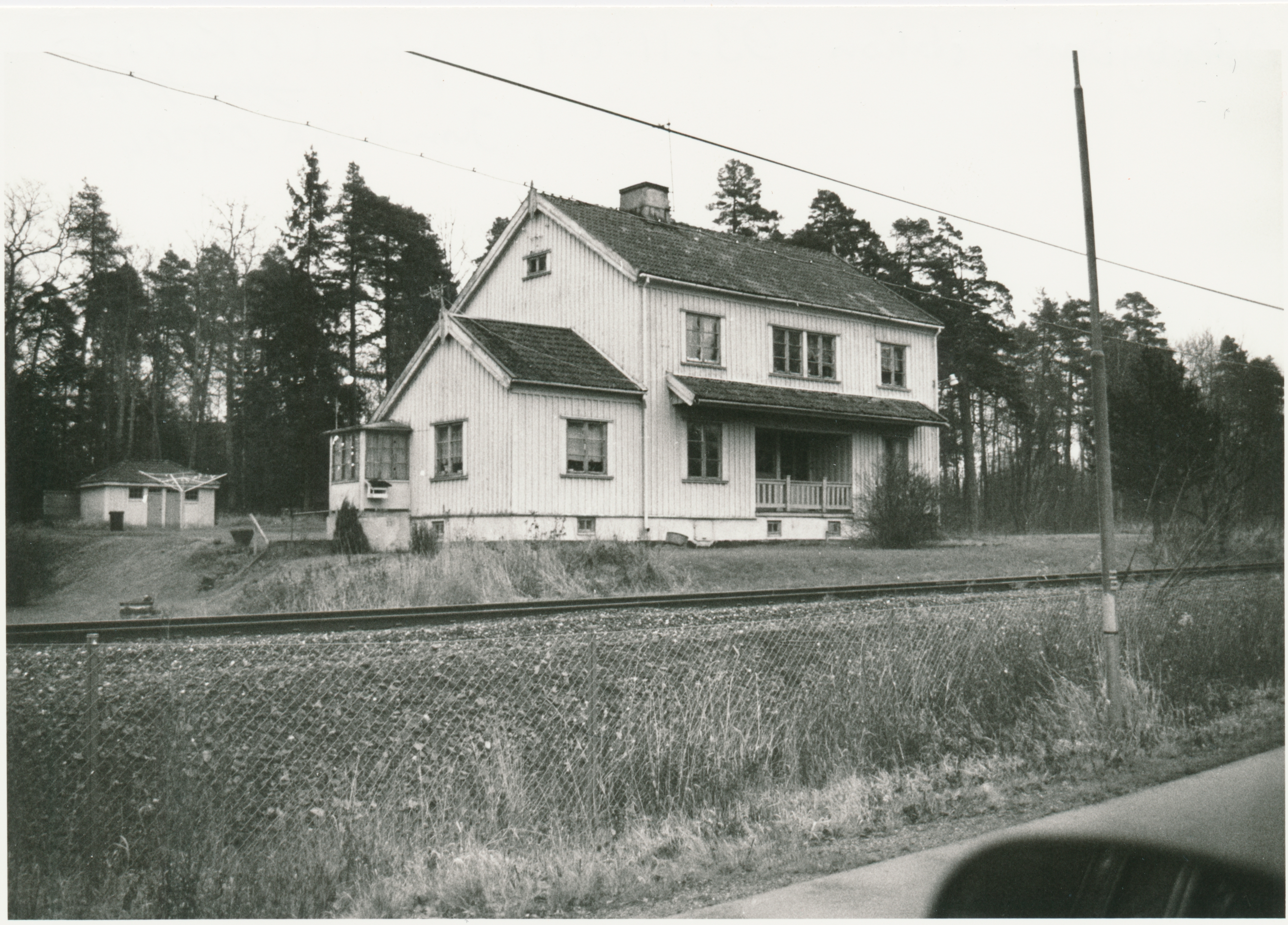
Österbybruks stationshus den 11 april 1993

Österbybruks järnvägsstation är en nedlagd station längs Dannemora-Hargs Järnväg.
Stationen har stationsnummer 309 och betecknas Österby alternativt Österbybruk. Den öppnades den 2 januari 1878 och lades ner den 1 augusti 1970. Före den 1 maj 1921 var namnet Österby. År 1878 anlades platsen först som anhalt. År 1918 blev platsen järnvägsstation. Samma år förlängdes bangården, som då fick två nya spår. År 1917 byggdes ett nytt stationshus i två våningar, utfört i trä.
Numera leder länsväg C 731.01 fram till den nedlagda stationen.